# Élections municipales de 1888 dans la Somme
Les élections municipales ont eu lieu les 6 et 13 mai 1888 dans la Somme.

## Maires sortants et maires élus
Les maires élus à la suite des élections municipales dans les communes de plus de 2 000 habitants :
| Commune                | Population | Maire sortant          | Opinion | Opinion  | Maire élu              | Opinion | Opinion  |
| ---------------------- | ---------- | ---------------------- | ------- | -------- | ---------------------- | ------- | -------- |
| Abbeville              | 19 837     | Alfred François        |         | Rép.     | Alfred François        |         | Rép.     |
| Albert                 | 5 821      | Pierre Duplan          |         | Rép.     | Pierre Duplan          |         | Rép.     |
| Amiens                 | 80 288     | Frédéric Petit         |         | Rad-soc. | Frédéric Petit         |         | Rad-soc. |
| Beauquesne             | 2 249      | Jean-Baptiste Lagrange |         | Rép.     | Jean-Baptiste Lagrange |         | Rép.     |
| Beauval                | 2 261      | Édouard Carpentier     |         | Rép.     | Édouard Carpentier     |         | Rép.     |
| Cayeux-sur-Mer         | 3 285      | Armand Gambier         |         | Cons.    | Armand Gambier         |         | Cons.    |
| Corbie                 | 4 594      | Charles Ducamp         |         | Boul.    | Léon Curé              |         | Rép.     |
| Doullens               | 4 378      | Victor Sydenham        |         | Rép.     | Victor Sydenham        |         | Rép.     |
| Flixecourt             | 2 155      | Prudent Sainte         |         | Rép.     | Prudent Sainte         |         | Rép.     |
| Friville-Escarbotin    | 2 221      | Hubert Acoulon         |         | Rép.     | Hubert Acoulon         |         | Rép.     |
| Gamaches               | 2 101      | François Lefèvre       |         | Cons.    | François Lefèvre       |         | Cons.    |
| Ham                    | 2 837      | Achille Bernot         |         | Rép.     | Achille Bernot         |         | Rép.     |
| Montdidier             | 4 679      | François Raviart       |         | Rép.     | François Raviart       |         | Rép.     |
| Moreuil                | 3 377      | Sauveur Lemaître       |         | Rép.     | Sauveur Lemaître       |         | Rép.     |
| Nesle                  | 2 455      | Jules Savary           |         | Rép.     | Jules Savary           |         | Rép.     |
| Péronne                | 4 759      | Gontran Gonnet         |         | Rép.     | Gontran Gonnet         |         | Rép.     |
| Rosières-en-Santerre   | 2 635      | Désiré Fournier-Dubois |         | Rép.     | Omer Gadiffet          |         | Cons.    |
| Roye                   | 3 888      | Louis Demouy*          |         | Libéral  | Élie Vasseur           |         | Rép.     |
| Rue                    | 2 667      | Eugène Béthouart       |         | Rép.     | Eugène Béthouart       |         | Rép.     |
| Saint-Ouen             | 2 137      | Eugène Sévin           |         | Rad.     | Eugène Sévin           |         | Rad.     |
| Saint-Valery-sur-Somme | 3 462      | Eugène Sombret         |         | Rép.     | Arsène Barbier         |         | Libéral  |
| Vignacourt             | 3 046      | Oscar Queste           |         | Libéral  | Oscar Queste           |         | Libéral  |
| Villers-Bretonneux     | 5 939      | Geoffroy Drouart       |         | PO       | Ernest Dieu            |         | Rép.     |
| * Ne se représente pas |            |                        |         |          |                        |         |          |

### Résultats en nombre de mairies
| Opinions     | Opinions                   | Maires sortants | Maires élus | Évolution     |
| ------------ | -------------------------- | --------------- | ----------- | ------------- |
|              | Républicains opportunistes | 15              | 16          | 1             |
|              | Conservateurs libéraux     | 2               | 2           | en stagnation |
| Total centre | Total centre               | 17              | 18          | 1             |
|              | Conservateurs              | 2               | 3           | 1             |
| Total droite | Total droite               | 2               | 3           | 1             |
|              | Radicaux-socialistes       | 1               | 1           | en stagnation |
|              | Républicains radicaux      | 1               | 1           | en stagnation |
|              | Parti ouvrier              | 1               | 0           | 1             |
| Total gauche | Total gauche               | 3               | 2           | 1             |
|              | Boulangistes               | 1               | 0           | 1             |
| Total divers | Total divers               | 1               | 0           | 1             |
| Total        | Total                      | 23              | 23          |               |

## Résultats
L'élection des conseillers municipaux étant au scrutin majoritaire plurinominal sous la IIIe République, les résultats indiqués ci-dessous représentent le nombre moyen de voix par liste,.

### Amiens
Maire sortant : Frédéric Petit (Radical-socialiste) depuis 1884.
36 sièges à pourvoir
| Tête de liste                 | Tête de liste     | Liste                  | Premier tour | Premier tour | Second tour | Second tour | Sièges  |  |
| Tête de liste                 | Tête de liste     | Liste                  | Voix         | %            | Voix        | %           | CM      |  |
| ----------------------------- | ----------------- | ---------------------- | ------------ | ------------ | ----------- | ----------- | ------- |  |
|                               | Frédéric Petit *  | Rad-soc. - Rad. - Rép. | 6 556        | 45,44        | 6 185       |             | 36      |  |
| Liste républicaine            |                   |                        | 6 556        | 45,44        | 6 185       |             | 36      |  |
|                               | Albert Deberly    | Conservateurs          | 4 512        | 31,27        | 4 335       |             | 0       |  |
| Liste conservatrice           |                   |                        | 4 512        | 31,27        | 4 335       |             | 0       |  |
|                               | Fernand Lévecque  | Républicains           | 1 905        | 13,20        | Retrait     | Retrait     | Retrait |  |
| Liste d'Alliance républicaine |                   |                        | 1 905        | 13,20        | Retrait     | Retrait     | Retrait |  |
|                               | M. Tassencourt    | Parti ouvrier          | 305          | 2,11         | 64          |             | 0       |  |
| Liste ouvrière                |                   |                        | 305          | 2,11         | 64          |             | 0       |  |
|                               | Général Boulanger | Boulangistes           |              |              | 376         |             | 0       |  |
| Liste boulangiste             |                   |                        |              |              | 376         |             | 0       |  |
|                               |                   |                        |              |              |             |             |         |  |
| Inscrits                      | Inscrits          | Inscrits               | 20 899       | 100,00       | 20 899      | 100,00      |         |  |
| Abstentions                   | Abstentions       | Abstentions            | 6 219        | 29,76        | 6 899       | 33,01       |         |  |
| Votants                       | Votants           | Votants                | 14 680       | 70,24        | 14 000      | 66,99       |         |  |
| Blancs et nuls                | Blancs et nuls    | Blancs et nuls         | 253          | 1,72         |             |             |         |  |
| Exprimés                      | Exprimés          | Exprimés               | 14 427       | 98,28        |             |             |         |  |
| * Maire sortant               |                   |                        |              |              |             |             |         |  |

Maire élu : Frédéric Petit (Radical-socialiste)